# Хрипунов Олександр Вікторович
Олександр Вікторович Хрипунов (нар.1 лютого 1970, Київ) — український дипломат. Тимчасово повірений у справах України на Кубі. Генеральний консул України в Барселоні, екс-радник керівника Офісу президента Андрія Богдана, керівник управління доступу до публічної інформації Офісу президента України.

## Життпис
Народився 1 лютого 1970 року в Києві. У 1992 році з відзнакою закінчив Київський університет ім. Шевченка за спеціальністю романо-германські мови та література; у 1995 році — Дипломатичну академію МЗС Іспанії. Володіє іспанською, англійською, португальською та російською іноземними мовами.
У 1987–1992 рр. — студент Романо-германського факультету Київського державного університету імені Тараса Шевченка
У 1993–1995 рр. — аташе Управління контролю над озброєннями та роззброєння МЗС України
У 1994–1995 рр. — навчався в Дипломатичній академії МЗС Іспанії
У 1995–1999 рр. — третій, другий, перший секретар Управління контролю над озброєннями та військово-технічного співробітництва МЗС України.
У 1999–2003 рр. — перший секретар Посольства України в Іспанії (в Андоррі, за сумісництвом)
У 2003–2005 рр. — головний консультант, завідувач відділу Головного управління з питань зовнішньої політики Адміністрації Президента України
У 2005–2008 рр. — радник Посольства України в Аргентині (в Чилі, Уругваї та Парагваї за сумісництвом)
У 2008–2009 рр. — Тимчасовий повірений у справах України на Кубі та Домініканській республіці за сумісництвом.
У 2009–2011 рр. — завідувач відділу Головної служби Державного Протоколу і Церемоніалу Секретаріату Президента України, заступник завідувача відділу ГУ Державного протоколу та Церемоніалу адміністрації президента України.
З липня 2011 року — Генеральний консул України в Барселоні.
2014 — в день розстрілів протестувальників на Майдані Хрипунов опублікував статтю, де назвав активістів «ультранаціоналістами з нацистською символікою». Після публікації, українська громада Барселони домоглася звільнення Хрипунова.
З 30 січня по 11 лютого 2020 року — радник керівника Офісу президента Андрія Богдана.
З 2020 року — керівник управління доступу до публічної інформації Офісу президента України.